# Llenguatge de programació dinàmic
Llenguatge de programació dinàmic, en ciències de la computació, és un tipus de llenguatge de programació d'alt nivell que, en temps d'execució, té comportaments que els llenguatges de programació estàtics presenten en temps de compilació. Aquests compontaments inclouen extensions del programa tot afegint nou codi mitjançant l'ampliació del objectes o tipus del programa.

## Propietats
Avantatges :
- Permet major flexibilitat que els llenguarges estàtics, ja que no cal definir el tipus de totes variables en temps de disseny o de codificació.
- Permet un menor temps de disseny o codificació.
- Adequat per a llenguatges de programació d'alt nivell.

Desavantatges :
- Major lentitud d'execució dels programes que els llenguarges estàtics, ja que cal major processament de dades en temps d'execució.
- No és adequat per a llenguatges de baix nivell.

## Exemples
Exemples de llenguatges de programació dinàmic :
- Els més coneguts : Java, JavaScript, Python, Ruby, PHP, Lua and Perl.
- Clojure, Lisp, Go, Groovy, Julia, Prolog, R, Tcl, VBScript.